# Karin Berkenkopf
Karin Berkenkopf alias Frieda Braun (* 1963 in Winterberg) ist eine deutsche Komikerin.

## Biographie
Karin Berkenkopf arbeitete als Werbetexterin für Agenturen in Bonn und Düsseldorf. Ab 1997 trat sie im Karneval auf und war in dreiminütigen Sketchen bei Radio Sauerland zu hören. Dabei war sie so erfolgreich, dass sie 2013 beschloss, hauptberuflich als Komikerin zu arbeiten. Sie tritt als die Kunstfigur Frieda Braun auf, eine etwas schrullige Hausfrau aus dem Sauerland, „ein bisschen bauernschlau und modisch nicht ganz auf dem neuesten Stand“. Bundesweit wurde sie durch Auftritte etwa in der TV-Sendung Ladies Night bekannt.
Bei der Ausarbeitung von Mimik und Gestik wird Berkenkopf von ihrem Lebensgefährten unterstützt, dem belgischen Kabarettisten und Bewegungskünstler Joseph Collard. 2023 hatte sie vier verschiedene Programme in ihrem Repertoire: Erst mal durchatmen!, Sprechpause, Rolle vorwärts und Jetzt oder nie!.
Die Website kultur-kritik schrieb 2021: „Mit viel Liebe zum Detail und einem feinen Gespür für das Absurde im scheinbar Normalen erzählt Frieda Braun (alias Karin Berkenkopf) aus ihrem Leben, liebevoll lästernd [...]. Ja, kennt man, diese Begeisterung vom Thermomix, zumindest bis man ihn das erste Mal reinigen muss, oder die museale Sammlung an Haushaltsreinigern, die irgendwie nie zur Neige geht. [...] Das ist ganz große Kunst.“

## Auszeichnungen
- 1. Platz Dattelner Kleinkunstpreis 2009